# Roseaux
Roseaux (em crioulo, Wozo), é uma comuna do Haiti, situada no departamento do Grande Enseada e no arrondissement de Corail. De acordo com o censo de 2003, sua população total é de 28.811 habitantes.